# Газаль, Маджид
Маджид Эддин Газаль (араб. مجد الدين غزال‎; 21 апреля 1987, Дамаск) — сирийский легкоатлет, специализирующийся в прыжках в высоту. Призёр чемпионата мира, участник трёх Олимпийских игр.

## Карьера
В детстве Маджид Газаль занимался футболом и баскетболом, потом пришел в легкую атлетику. Сначала он тренировался как бегун на длинные дистанции, но потом перешел в прыжки в высоту.
В 2007 году Газаль дебютировал на международном уровне. В 2008 году он начал тренироваться под руководством белорусского тренера Александра Котовича. Он стал вице-чемпионом Азии в помещении и дебютировал на Олимпийских играх, где в квалификации повторил национальный рекорд Сирии (2.20), на занял 24-е место и не пробился в финальный раунд.
В следующие годы Газаль завоевал ряд медалей на азиатском уровне и перед Играми в Лондоне был выбран знаменосцем сборной на церемонии открытия. В рамках соревнований Маджид смог взять только начальную высоту 2.16 и занял лишь 28-е место.
На Играх в Рио Газаль вновь был знаменосцем сирийской сборной, с результатом 2.29 прошел квалификацию и с таким же  результатом в финальном раунде занял итоговое седьмое место.
В 2017 году стал бронзовым призером чемпионата Азии с результатом 2.24, а на чемпионате мира в Лондоне смог преодолеть планку на высоте 2.29 и стал бронзовым призёром.